# 보이니체

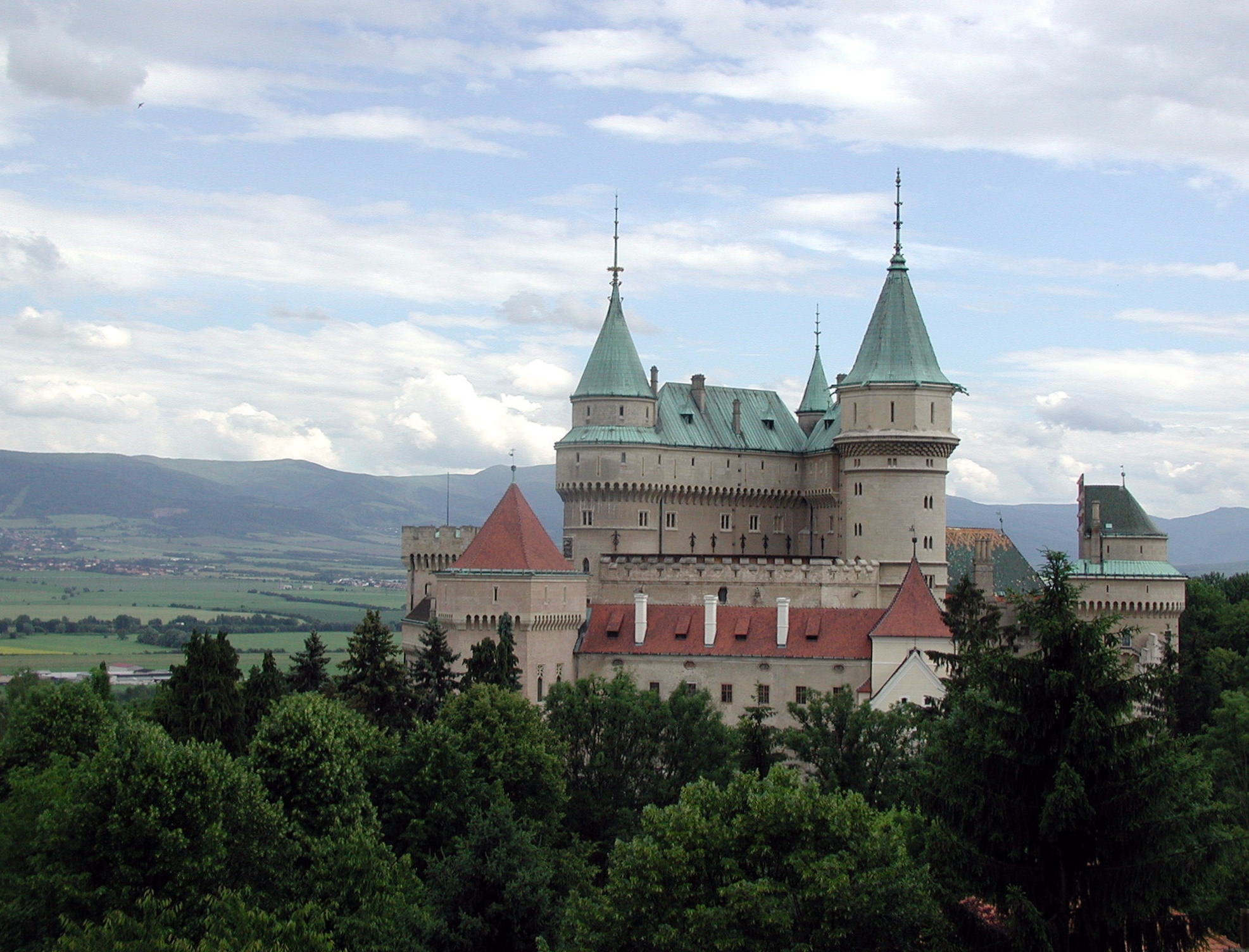
보이니체 성

보이니체(슬로바키아어: Bojnice, 헝가리어: Bajmóc 버이모츠[*], 독일어: Weinitz 바이니츠[*])는 슬로바키아 중부 트렌친 주에 위치한 도시로 면적은 19.96km2, 높이는 298m, 인구는 4,983명(2005년 기준), 인구 밀도는 250명/km2이다.
니트라강 상류와 접하며 질리나에서 남쪽으로 60km, 트렌친에서 동쪽으로 65km 정도 떨어진 곳에 위치한다. 1113년 문헌에 처음으로 등장했으며 1966년에 도시 지위를 부여받았다. 고딕, 르네상스, 낭만주의 건축 양식이 혼합된 보이니체성으로 유명한 곳이다.